# Voltinia theata
Voltinia theata is een vlindersoort uit de familie van de prachtvlinders (Riodinidae), onderfamilie Riodininae.
Voltinia theata werd in 1910 beschreven door Stichel.